# 4158 Santini
4158 Santini (1989 BE) là một tiểu hành tinh nằm phía ngoài của vành đai chính được phát hiện ngày 28 tháng 1 năm 1989 bởi Osservatorio San Vittore ở Bologna.